# C-пептид
C-пептид (от англ. connecting peptide, «соединяющий» пептид) — полипептид, состоящий из 31 аминокислоты и образующийся при расщеплении проинсулина пептидазами. Вместе с образовавшимся инсулином C-пептид секретируется в кровоток.

## История открытия и изучения
Проинсулиновый С-пептид был впервые описан в 1967 году в связи с открытием биосинтеза инсулина.

## Клиническое применение
Аномально низкие уровни C-пептида могут свидетельствовать о снижении выработки инсулина, излишне высокие — говорить о возможном наличии инсулиномы.

## Терапия
Будучи «побочным продуктом» выработки важного гормона инсулина, C-пептид и сам является биологически активной молекулой. С середины 1990-х годов идёт активное исследование его функций и возможной терапевтической роли.